# 山口慎一
山口 慎一（やまぐち しんいち、1907年（明治40年）4月8日 - 1980年（昭和55年）2月10日）は、満州国で活動した日本人の翻訳家・文芸評論家。主な筆名は大内隆雄（おおうち たかお）。その他の筆名には矢間恒耀、徐晃陽、大藤巍がある。

## 略歴
1925年、長春商業学校を卒業すると、20人に1人という満鉄派遣留学生試験に首席で合格し上海の東亜同文書院に入学、4年間学業は常に首位だったという。
東亜同文書院の教育の特徴であった学生による中国調査旅行では、森本辰治、日高清磨瑳、中崎一之とともに「華南、滇越南沿線経済調査班」として1928年5月29日から7月25日にかけて上海、汕頭、廈門、香港、広東、仏印、雲南、台湾を巡っている。この調査旅行途次、山口が応募した満鉄社歌が当選し、これが満鉄社歌として正式に採用された。
また在学中は田漢、郁達夫と交友をもっており、田漢主宰南国芸術学院では教授をつとめ、郁達夫の『鶏肋集』では「公開状答日本山口君」としてその名が記されている。さらには魯迅とも面識があったという。
1929年、東亜同文書院卒業後に満鉄に入社、情報課、調査課、弘報課、仝経済調査会に勤務し『満鉄調査月報』、『満洲評論』編集にたずさわった。1930年には東京で郭沫若と会っている。1932年、『満洲評論』編集長に就き、橘樸とともに『改造』誌上に「最新満洲辞典」を編むが年末には左翼として検挙され、翌1933年満鉄を退社し帰国している。東京での一年の生活を経て再び渡満すると、満鉄時代は政治経済方面が中心であった執筆を文芸方面にうつして活動を再開し、堪能な中国語をいかして古丁や山丁といった満州国で活動する中国人作家の文学作品を盛んに日本語に翻訳し紹介した。
1945年に満州国が崩壊すると翌1946年、福岡県柳川市に引き揚げた。のちに宮崎県延岡市へうつり延岡市立図書館司書、緑が丘高校（現聖心ウルスラ学園高等学校）、緑ヶ丘学園短大（現聖心ウルスラ学園短期大学）講師などをした。

## 年譜
- 1907年（明治40年）4月8日、福岡県山門郡柳河（柳川）町に士族山口参七郎の長男として生まれる。
- 1921年（大正10年）、渡満。
- 1925年（大正14年）3月、長春商業学校卒業。
- 1925年（大正14年）4月30日、（上海）東亜同文書院商務科入学（25期生）。
- 1929年（昭和4年）3月3日、同上卒業。
- 1929年（昭和4年）、満鉄本社入社。
- 1932年（昭和7年、大同元年）、『満洲評論』編集長。同年末、左翼嫌疑をかけられる。
- 1933年（昭和8年、大同2年）2月、満鉄退社。帰国し東京へ。
- 1934年（昭和9年 康徳元年）、ネッスル練乳会社奉天出張所勤務。
- 1935年（昭和10年、康徳2年）、（新京）新京実業新聞社勤務。
- 1939年（昭和14年、康徳6年）、芸文志事務会参与。
- 1940年（昭和15年、康徳7年）、新京日日新聞社論説部長。
- 1941年（昭和16年、康徳8年）、満洲映画協会娯民映画部文芸課長。
- 1944年（昭和19年、康徳11年）、同上画調査企画局調査役。満洲文芸家協会委員。大同劇団文芸部長。満洲雑誌社編輯長。満州国編訳館責任者。
- 1946年（昭和21年 ）、福岡県柳川に帰国。
- 1947年（昭和22年）、宮崎県延岡市役所勤務。
- 1958年（昭和33年）、宮崎県延岡市立図書館司書。
- 1968年（昭和43年）、同上定年退職。
- 1969年(昭和44年) - 1972年(昭和47年)、緑ヶ丘高校勤務。
- 1974年（昭和49年）、緑ヶ丘学園短大（現聖心ウルスラ学園短期大学）英語講師。
- 1980年（昭和55年）2月10日午後、死亡。

## 著作など

### 著書・論文
- 「華南、滇越南沿線経済調査班」『東亜同文書院第22回　支那調査報告書　第12巻』（25期、昭和3年度、1928年度）（森本辰治、日高清磨瑳、中崎一之と共編、東亜同文書院の卒業論文にあたる。)
- 上海東亜同文書院第二十五期生旅行誌刊行会『線を描く　東亜同文書院二十五期生大旅行紀念誌』（1929年3月）（編輯兼発行者に山口慎一の名がある。）
- 橘樸共著「最新満洲辞典」『改造』（1932年）
- 『東亜新文化の構想』（新京・満洲公論社、1944年5月30日）
- 大内隆雄『満洲文学20年』（国民画報社、1944年10月5日）
- 『中国札記』（私家版、1958年）
- 「洒落本の中の中国語」滬友会『滬友』第35号（1974年）

### 翻訳
- 「浙江省自治法」『支那研究』第10号（1927年5月20日）
- 『支那問題研究資料　第一輯』（黎明社、1930年12月15日）
- 『支那問題研究資料　第二輯：1929年政治決議そのほか』（黎明社、1930年12月15日）
- 大内隆雄『満人作家小説集　原野』（三和書房、1939年9月15日）
- 大内隆雄『満人作家小説集第2輯　蒲公英』（三和書房、1940年7月30日）
- 大内隆雄『平沙』中央公論社（1940年）